# Dohrenbach (Gelster)
Der Dohrenbach ist ein 3,2 km langer, südwestlicher und linker Zufluss der Gelster im nordhessischen Werra-Meißner-Kreis.
Der Bach entspringt im Kaufunger Wald, verläuft gänzlich im Geo-Naturpark Frau-Holle-Land (Werratal.Meißner.Kaufunger Wald) und mündet unterhalb des Witzenhausener Stadtteils Dohrenbach in die Gelster. Sein Einzugsgebiet ist 3,7 km² groß.

## Verlauf
Der Dohrenbach entspringt auf der Ostabdachung des Kaufunger Waldes. Seine Quelle liegt etwa 700 m nordwestlich der Gehöftgruppe Fahrenbach auf etwa 289 m ü. NHN Höhe in einem Taleinschnitt am östlichen Waldrand des Bergkamms zwischen der Kleinen Kappe (463,5 m) im Südwesten und dem Weißen Stein (290,7 m) im Nordosten; jenseits dieses Kamms befindet sich im Nordwesten der Wolfsberg (355 m).

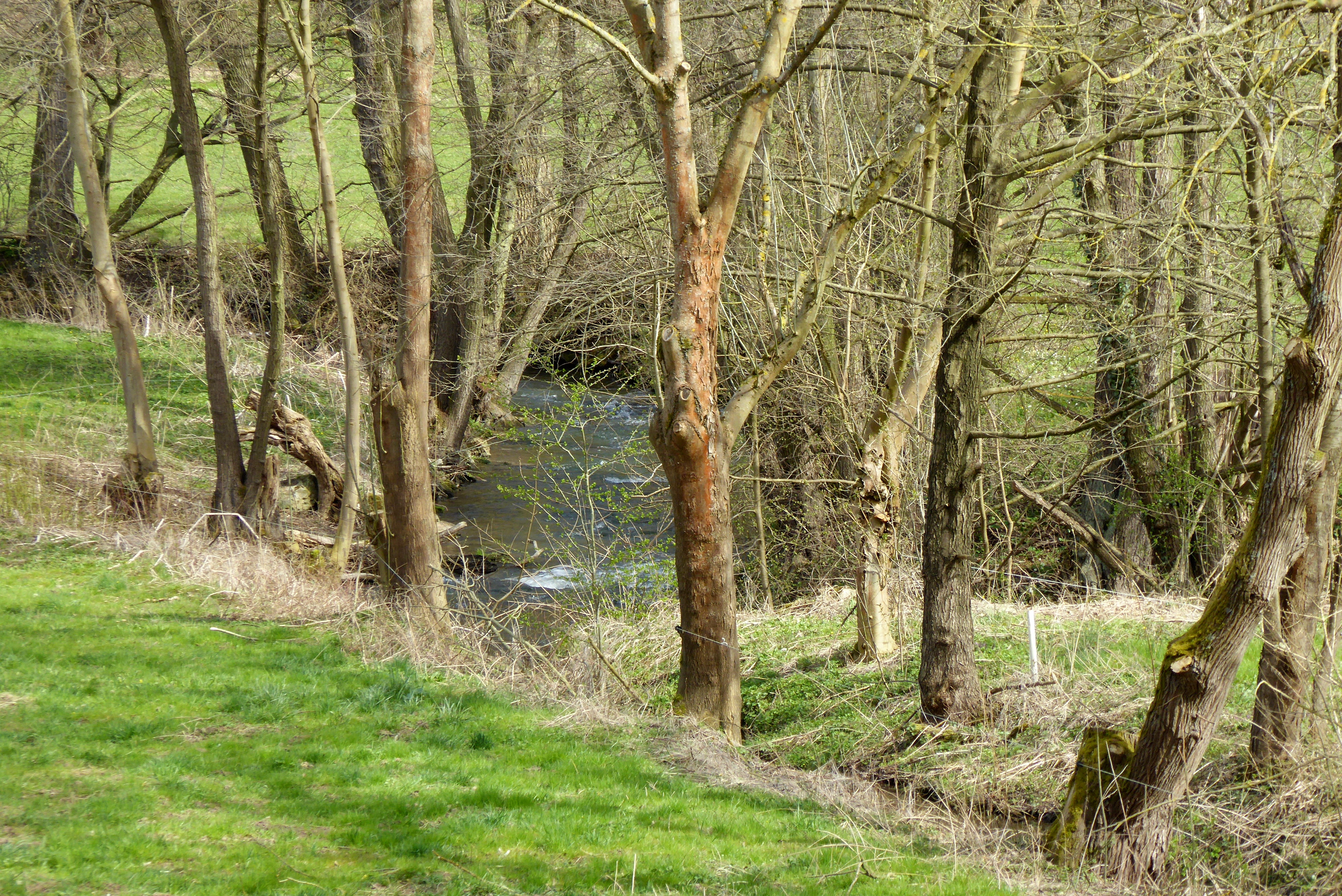
Die Mündung des Dohrenbachs (von vorne rechts kommend) in die Gelster

Der Bach verläuft zunächst, begleitet von Ufergehölz, etwa 200 m nach Ostsüdosten und dann 1,15 km nach Nordosten durch landwirtschaftlich genutztes Gelände. Kurz nach Unterqueren der in Nord-Süd-Richtung verlaufenden Gemeindestraße von Dohrenbach nach Fahrenbach biegt er nach Norden um und fließt etwa 650 m in dieser Richtung. Dabei nimmt er am südlichen Ortsrand von Dohrenbach den kleinen, vom Wolfsberg im Westen herankommenden Bach auf.
Dann biegt der Bach in langgezogener Rechtskurve entlang des Südostrands des Dorfs nach Nordosten um und verläuft danach begradigt durch Waldgebiet, begleitet von der Landesstraße 3389 (Bilsteinstraße), noch 1,13 km bis zu deren Einmündung in die Bundesstraße 451. Wegen des mit Kalk gesättigten Wassers kommt es hier zur Bildung von Kalksinter, der im Bachbett kleine Schwellen bildet.
Dann unterquert der Bach die B 451 und mündet rund 70 m weiter östlich und etwa 850 m Bachmeter unterhalb der Mündung des Fahrenbachs II auf rund 175 m Höhe in den dort von Südsüdosten herankommenden Werra-Zufluss Gelster; nördlich der Mündung liegt das Firmengelände der „DS Smith Witzenhausen Mill“ und unmittelbar nördlich davon das Gelände der SCA Packaging Containerboard Deutschland. Der kurze Bachabschnitt unterhalb der B 451 und die Mündung befindet sich im Landschaftsschutzgebiet Gelstertal (CDDA-Nr. 555547210; 2,1934 km² groß).

## Naturräumliche Zuordnung
Der Dohrenbach fließt anfangs in der naturräumlichen Haupteinheitengruppe Osthessisches Bergland (Nr. 35), in der Haupteinheit Fulda-Werra-Bergland (357) und in der Untereinheit Kaufunger Wald und Söhre (357.7) im Hinteren Kaufunger Wald (357.72); auf dem dort nach Nordosten gerichtetem Hang dieses Naturraums liegt die Quelle. Nach Verlassen des Kaufunger Waldes verläuft er in der Haupteinheit Unteres Werrabergland (358) und in der Untereinheit Unterwerrasattel (358.0) im Unteren Gelstertal (358.01); im Mittelteil dieses Naturraums befindet sich die Mündung.